# Károly Wieland
Károly Wieland (n. 1 mai 1934, Soroksár⁠(d), Regatul Ungariei, Ungaria – d. 30 mai 2020, Weinheim, Baden-Württemberg, Germania) a fost un canoist ce a reprezentat Ungaria, medaliat olimpic. A participat la o ediție a Jocurilor Olimpice (1956) în care a câștigat o medalie de bronz.